# Добављач интернет услуга
Добављач интернет услуга (енгл. Internet service provider, скраћено ISP) је организација која пружа услуге приступа, коришћења или учешћа на интернету. Интернет добављачи могу бити организовани у различитим облицима, као што су комерцијални, друштвени, непрофитни или на други начин у приватном власништву.
Интернет услуге које обично пружају добављачи могу да укључују приступ интернету, интернет транзит, регистрацију имена домена, веб-хостинг, Usenet услугу и колокацију.
Добављач интернет услуга обично служи као приступна тачка која кориснику пружа приступ свему доступном на интернету.

## Историја
Интернет (изворно ARPANET) развијен је као мрежа између владиних истраживачких лабораторија и одељења универзитета. Остале компаније и организације придружене директним повезивањем на окосницу или споразумима преко других повезаних компанија, понекад користе алате за dial-up попут UUCP. Крајем осамдесетих успостављен је процес ка јавној, комерцијалној употреби Интернета. Неке рестрикције су уклоњене до 1991. године, убрзо након увођења свјетске мреже.
Током 1980-их, интернет добављачи као што су CompuServe и America On Line (AOL) почели су нудити ограничене могућности приступа интернету, попут размене електронских порука, али пуни приступ интернету није био лако доступан широј јавности.
У Аустралији су 1989. основани први интернет добављачи, компаније које нуде непосредан јавни приступ интернету уз месечну накнаду и САД. У Бруклину, Масачусетс, The World је постао први комерцијални интернет добављач у САД. Његов први купац је служен у новембру 1989. Ове компаније су углавном понудиле dial-up везе, користећи јавну телефонску мрежу за пружање веза са посљедњим километрима својим купцима. Баријере за приступ dial-up интернет добављачима биле су мале и појавили су се многи добављачи.
Међутим, компаније за кабловску телевизију и телефонски превозници већ су имали ожичене везе са својим купцима и могли су да нуде интернет везе много већим брзинама него dial-up коришћењем широкопојасне технологије, попут кабловских модема и дигиталне претплатничке линије. Као резултат тога, ове компаније често су постале доминантни добављачи  у својим услужним областима, а оно што је некада било високо конкурентно ИСП тржиште постао је ефективни монопол или дуопол у земљама са комерцијалним тржиштем телекомуникација, попут Сједињених Држава.

### Интернет неутралност
Комисија за комуникације САД (FCC)  je 23. априла 2014. је објавила да ће размотрити ново правило које дозвољава интернет добављачима да понудитељима садржаја нуде брже записе за слање садржаја и на тај начин поништавају њихов ранији положај неутралности мреже. Могуће рјешење забринутости за неутралност мреже може бити општа широкопојасна мрежа, каже професорка Сусан Kравфорд, правна и технолошка експерткиња са Harvard Law School. FCC је 15. маја 2014. одлучио да размотри двије могућности везано за интернетске услуге: прво, дозволи брзе и споре широкопојасне траке, чиме се угрожава неутралност мреже; и друго, рекласифицирати широкопојасну мрежу као телекомуникацијске услуге и тако сачувати неутралност мреже. Барак Обама је 10. новембра 2014. препоручио да FCC рекласификује широкопојасну интернетску услугу као телекомуникациону услугу ради очувања неутралности мреже. Републиканци су 16. јануара 2015. представили законодавство, у облику нацрта предлога за расправу америчког Конгреса којим се уступају неутралности мреже, али забрањује FCC-у да испуни циљ или донесе било какву даљу регулативу која утиче на интернет добављаче. AP News je 31.јануара 2015. извијестио да ће FCC представити појам примјене („са неким упозорењима“) наслова II (заједнички носилац) Закона о комуникацијама из 1934. године на Интернету у гласању које се очекује 26. фебруара 2015. године. Усвајање овог појма преразврстало би интернет услуге из једне од информација у неку од телекомуникација и, према Тому Вилеру, председавајућем FCC, осигурало неутралност мреже. Очекује се да ће ФЦЦ применити неутралност мреже у свом гласању, преноси The New York Times..
FCC je 26. фебруара 2015. пресудио у корист неутралности мреже усвајањем интернета Наслова II (заједнички носилац) Закона о комуникацијама из 1934. и члана 706. Закона о телекомуникацијама из 1996. године. Предсједавајући FCC-а, Том Вилер, прокоментарисао је: "Ово више није план за регулисање интернета, него што је Први амандман план за регулисање слободе говора. Оба се залажу за исти концепт." FCC je 12. марта 2015. године, објавио посебне детаље правила неутралности мреже. FCC је 13. априла 2015. године, објавио коначно правило о својим новим "Нет неутралност" прописима. Ова правила су ступила на снагу 12. јуна 2015.
Након што је у априлу 2017. постао председавајући FCC-а, Ајит Паи је предложио окончање неутралности мреже, очекујући гласове комисије. Паи је 21. новембра 2017. најавио да ће 14. децембра 2017. године чланови FCC-а гласати о томе да ли да укину политику. 11. јуна 2018. ступило је на снагу укидање правила мреже ФЦЦ о неутралности мреже